# Alt St. Willibrordus (Kirdorf)

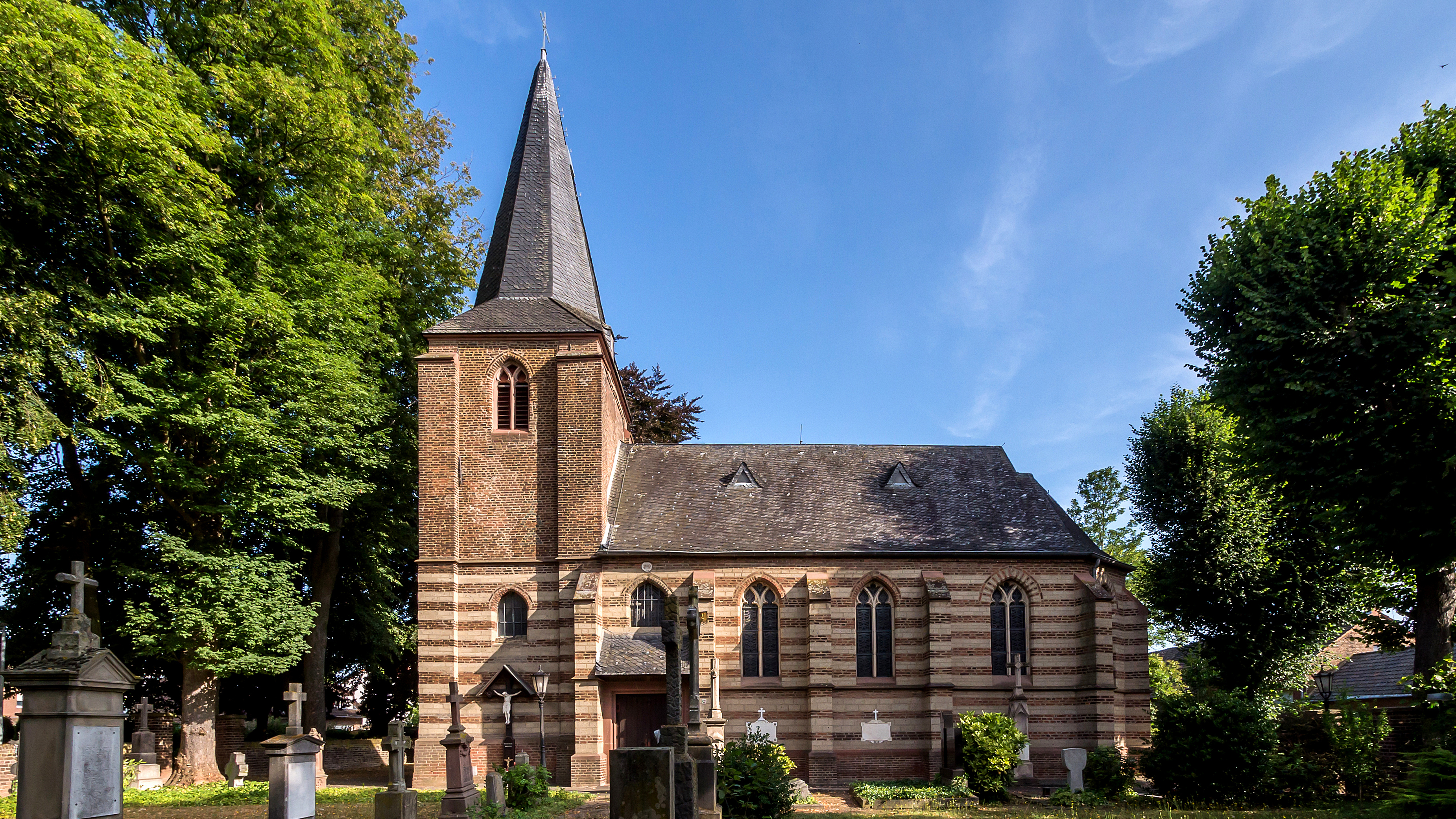
Alt St. Willibrordus

Alt St. Willibrordus ist die frühere römisch-katholische Pfarrkirche und heutige Annexkirche in Kirdorf, einem Ortsteil von Bedburg (Rhein-Erft-Kreis) in Nordrhein-Westfalen. 

## Geschichte
Das Stift Essen war bereits im Jahr 988 in Kirdorf begütert. Die Kirche dort wurde aber erst im Liber valoris um 1300 erwähnt. Das Gotteshaus stand unter dem Patronat des Stiftes. Die romanische Kirche St. Willibrordus wurde um 1500 durch eine  Bau im Stil der Spätgotik ersetzt. Auf zwei nicht mehr vorhandenen Glasfenstern fand sich die Jahreszahl 1505, auf 1889 entdeckten Wandmalereien die Zahl 1533.
Der Westturm hat vermutlich nach Kriegszerstörungen durch Schweden und Hessen im Jahr 1645 das heutige Obergeschoss erhalten. Das Untergeschoss des Turmes sowie das Langhaus zeigen den für die Region typischen Wechsel aus Tuff- und Ziegelsteinbändern, wie zum Beispiel St. Cosmas und Damian in Glesch oder St. Ursula in Lipp. 
Nach dem Zweiten Weltkrieg wurden die erhaltenen Außenwände von Langhaus und nördlichem Seitenschiff gesichert und das Innere nach Entfernung der Stützen als große, rechteckige Halle mit Flachdecke hergerichtet.